# Supercopa de Eslovaquia
La supercopa eslovaca de fútbol (Slovenský Superpohár en eslovaco) es una competición futbolística eslovaca que enfrenta anualmente a los campeones de la Superliga y Copa de Eslovaquia.

## Historial
| Temporada         | Campeón                                             | Resultado                                           | Finalista                                           |
| ----------------- | --------------------------------------------------- | --------------------------------------------------- | --------------------------------------------------- |
| 1993 (no oficial) | ŠK Slovan Bratislava                                | 3 - 3 (3-2 pen.)                                    | Selección de la liga eslovaca                       |
| 1994              | ŠK Slovan Bratislava                                | 2 - 0                                               | FC Tatran Prešov                                    |
| 1995              | FK Inter Bratislava                                 | 3 - 2                                               | ŠK Slovan Bratislava                                |
| 1996              | ŠK Slovan Bratislava                                | 3 - 1                                               | FC Chemlon Humenné                                  |
| 1997              | 1. FC Košice                                        | 5 - 0                                               | ŠK Slovan Bratislava                                |
| 1998              | FC Spartak Trnava                                   | 3 - 1                                               | 1. FC Košice                                        |
| 1999              | No disputada, SK Slovan Bratislava ganó liga y copa | No disputada, SK Slovan Bratislava ganó liga y copa | No disputada, SK Slovan Bratislava ganó liga y copa |
| 2000              | No disputada, FK Inter Bratislava ganó liga y copa  | No disputada, FK Inter Bratislava ganó liga y copa  | No disputada, FK Inter Bratislava ganó liga y copa  |
| 2001              | No disputada, FK Inter Bratislava ganó liga y copa  | No disputada, FK Inter Bratislava ganó liga y copa  | No disputada, FK Inter Bratislava ganó liga y copa  |
| 2002              | VTJ Koba Senec                                      | 1 - 1 (4-3 pen.)                                    | MŠK Žilina                                          |
| 2003              | MŠK Žilina                                          | 2 - 0                                               | FK Matador Púchov                                   |
| 2004              | MŠK Žilina                                          | 2 - 1                                               | FC Artmedia Petržalka                               |
| 2005              | FC Artmedia Bratislava                              | 3 - 1                                               | FK Dukla Banská Bystrica                            |
| 2006              | No disputada, MFK Ružomberok ganó liga y copa       | No disputada, MFK Ružomberok ganó liga y copa       | No disputada, MFK Ružomberok ganó liga y copa       |
| 2007              | MŠK Žilina                                          | 1 - 1 (5-4 pen.)                                    | FC ViOn Zlaté Moravce                               |
| 2008              | No disputada, Artmedia Petržalka ganó liga y copa   | No disputada, Artmedia Petržalka ganó liga y copa   | No disputada, Artmedia Petržalka ganó liga y copa   |
| 2009              | SK Slovan Bratislava                                | 2 - 0                                               | MFK Košice                                          |
| 2010              | MŠK Žilina                                          | 1 - 1 (4-2 pen.)                                    | SK Slovan Bratislava                                |
| 2011              | No disputada, SK Slovan Bratislava ganó liga y copa | No disputada, SK Slovan Bratislava ganó liga y copa | No disputada, SK Slovan Bratislava ganó liga y copa |
| 2012              | No disputada, MŠK Žilina ganó liga y copa           | No disputada, MŠK Žilina ganó liga y copa           | No disputada, MŠK Žilina ganó liga y copa           |
| 2013              | No disputada, SK Slovan Bratislava ganó liga y copa | No disputada, SK Slovan Bratislava ganó liga y copa | No disputada, SK Slovan Bratislava ganó liga y copa |
| 2014              | SK Slovan Bratislava                                | 1 - 0                                               | MFK Košice                                          |
| 2015              | No disputada, AS Trenčín ganó liga y copa           | No disputada, AS Trenčín ganó liga y copa           | No disputada, AS Trenčín ganó liga y copa           |
| 2016              | No disputada, AS Trenčín ganó liga y copa           | No disputada, AS Trenčín ganó liga y copa           | No disputada, AS Trenčín ganó liga y copa           |
| 2017              | No se jugó                                          | No se jugó                                          | No se jugó                                          |

## Títulos por club
| Club                  | Títulos | Años campeón           |
| --------------------- | ------- | ---------------------- |
| ŠK Slovan Bratislava  | 4       | 1994, 1996, 2009, 2014 |
| MŠK Žilina            | 4       | 2003, 2004, 2007, 2010 |
| FK Inter Bratislava   | 1       | 1995                   |
| MFK Košice †          | 1       | 1997                   |
| FC Spartak Trnava     | 1       | 1998                   |
| FC Senec †            | 1       | 2002                   |
| FC Artmedia Petržalka | 1       | 2005                   |

- † Equipo desaparecido.